# Pseudomysidetes russelli
Pseudomysidetes russelli är en kräftdjursart som beskrevs av W. M. Tattersall 1936. Pseudomysidetes russelli ingår i släktet Pseudomysidetes och familjen Mysidae. Inga underarter finns listade i Catalogue of Life.